# Căuaș
Căuaș (Érkávás en hongrois, Kawesch en allemand) est une commune roumaine du județ de Satu Mare, dans la région historique de Transylvanie et dans la région de développement du Nord-Ouest.

## Géographie
La commune de Căuaș est située dans le sud-ouest du județ, dans la plaine du Someș, à 11 km au nord-ouest de Tășnad, à 15 km au sud-est de Carei et à 51 km au sud-ouest de Satu Mare, le chef-lieu du județ.
Le climat est de type continental avec des températures estivales de 20 à 25 °C et des tempréatures hivernales de −5 à 10 °C.
La municipalité est composée des six villages suivants (population en 2002) :
- Ady Endre (177) ;
- Căuaș (714), siège de la commune ;
- Ghenci (1 217] ;
- Ghilești (125) ;
- Hotoan (193) ;
- Rădulești (113).

## Histoire
La première mention écrite du village de Căuaș date de 1215 tandis que le village de Hotoan est signalé dès 1213. Ady Endre est mentionné en 1320 sous son nom hongrois de Érdmindszent et Ghenci en 1418. Les villages de Ghilești et Rădulești ont gagné leur autonomie en 1954.
Cependant, des fouilles archéologiques ont révélé une présence humaine dès le Néolithique.
La commune, qui appartenait au royaume de Hongrie, faisait partie de la principauté de Transylvanie et elle en a donc suivi l'histoire. La commune a subi plusieurs attaques tatares au XVIIe siècle qui ont provoqué de nombreuses destructions.
Après le compromis de 1867 entre Autrichiens et Hongrois de l'empire d'Autriche, la principauté de Transylvanie disparaît et, en 1876, le royaume de Hongrie est partagé en comitats. Căuaș intègre le comitat de Szilágy (Szilágy vármegye) dont le chef-lieu était la ville de Zilah.
À la fin de la Première Guerre mondiale, l'Empire austro-hongrois disparaît et la commune rejoint la Grande Roumanie au traité de Trianon et le județ de Sălaj.
En 1940, à la suite du deuxième arbitrage de Vienne, elle est annexée par la Hongrie jusqu'en 1944, période durant laquelle sa communauté juive est exterminée par les nazis. Elle réintègre la Roumanie après la Seconde Guerre mondiale au traité de Paris en 1947.
Ce n'est qu'en 1968, lors de la réorganisation administrative du pays que la commune est intégrée au județ de Satu Mare auquel elle appartient de nos jours.

## Démographie
En 1910, à l'époque austro-hongroise, la commune comptait 2 253 Hongrois (56,21 %), 1 669 Roumains (41,64 %) et 15 Allemands (0,37 %),.
En 1930, on dénombrait 2 062 Roumains (56,56 %), 1 443 Hongrois (39,58 %), 76 Roms (2,08 %), 32 Juifs (0,88 %) et 24 Allemands (0,66 %).
En 1956, après la Seconde Guerre mondiale, 2 743 Roumains (62,75 %) côtoyaient 1 572 Hongrois (35,57 %) et 101 Roms (2,29 %).
En 2002, la commune comptait 1 389 Roumains (54,70 %), 1 033 Hongrois (40,68 %) et 116 Roms (4,56 %). On comptait à cette date 912 ménages et 968 logements.
Lors du recensement de 2011, 45,89 % de la population se déclarent roumains, 34,74 % hongrois, 16,79 % roms (6,56 % ne déclarent pas d'appartenance ethnique et 0,06 % déclarent appartenir à une autre ethnie).
En 2002, la composition religieuse de la commune était la suivante :
- Chrétiens orthodoxes, 44,30 % ;
- Réformés, 35,28 % ;
- Grecs-Catholiques, 14,37 % ;
- Catholiques romains, 5,27 %.

## Politique
| Parti | Parti                                                 | Sièges |
| ----- | ----------------------------------------------------- | ------ |
|       | Alliance des libéraux et démocrates (ALDE)            | 5      |
|       | Parti social-démocrate (PSD)                          | 2      |
|       | Parti Mouvement populaire (PMP)                       | 2      |
|       | Union nationale pour le progrès de la Roumanie (UNPR) | 1      |
|       | Parti national paysan chrétien-démocrate (PNTCD)      | 1      |

## Économie
L'économie de la commune repose sur l'agriculture (maïs, blé, orge, avoine, tournesol, pomme de terre, betterave à sucre, fruits) et l'élevage. La commune dispose de 8 218 ha de terres agricoles.

## Communications

### Routes
Căuaș est située sur la route nationale DN1F Tășnad-Carei. la route régionale DJ195C mène vers Hotoan et Pir au sud-ouest et Ady Endre et Ghirolt au nord-est.

### Voies ferrées
Căuaș est desservie par la ligne des chemins de fer roumains (Căile Ferate Române) Carei-Jibou.

## Lieux et monuments

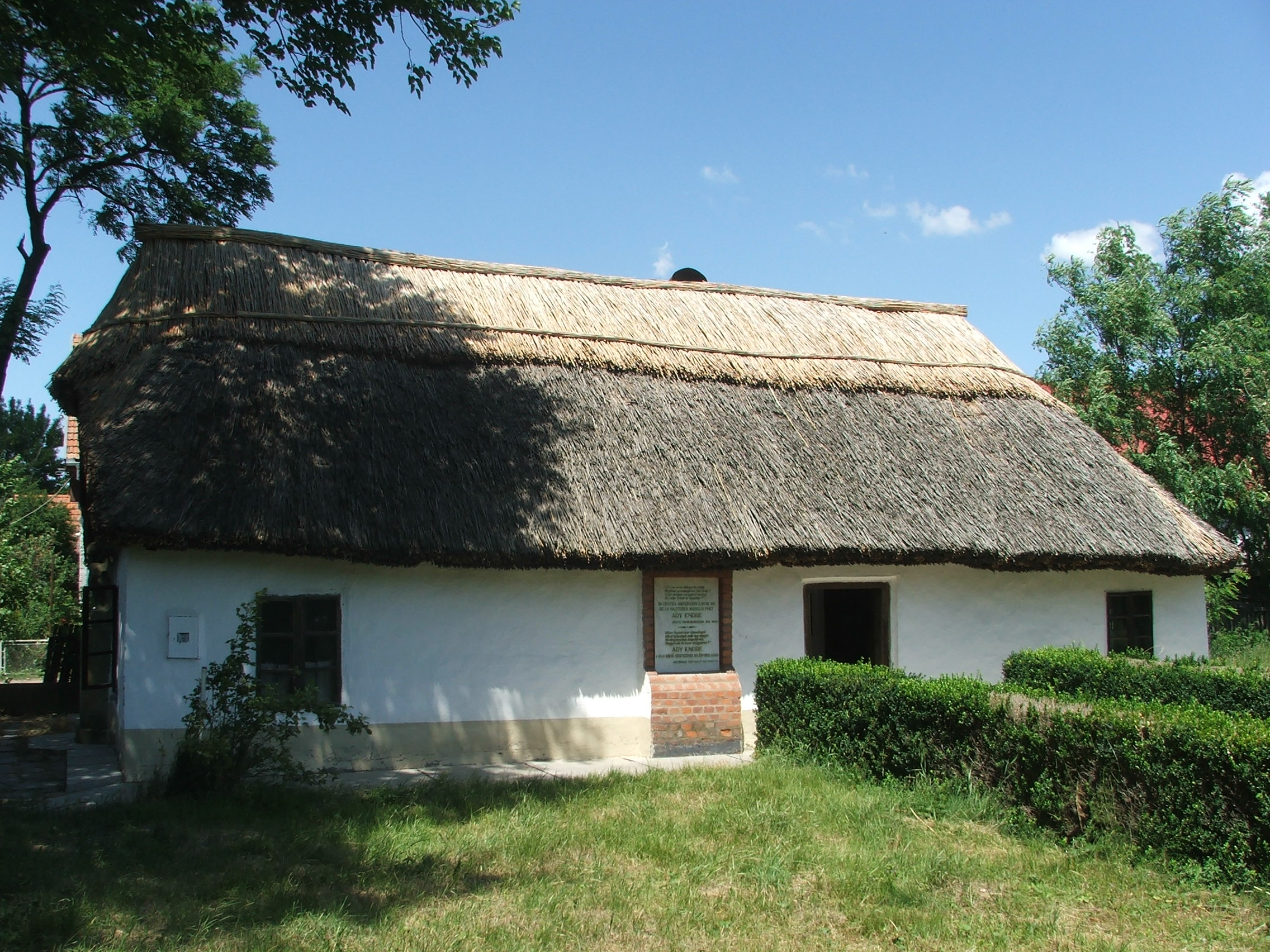
La maison natale d'Ady Endre

- Căuaș, église orthodoxe de la Naissance de la Vierge (Nașterea Maicii Domnului) datant de 1878[11].
- Căuaș, église réformée datant de 1825[12].
- Căuaș, manoir Sandor Kavassy, aujourd'hui mairie du village[12].
- Căuaș, maison mémorielle de Aurel Popp[12].
- Ady Endre, église orthodoxe datant de 1901[11].
- Ady Endre, musée Endre Ady installé dans la;maison du célèbre poète hongrois[13].
- Ady Endre, église réformée datant de 1811[14].
- Ghilești, église orthodoxe datant de 1901[11].
- Hotoan, église orthodoxe des Sts Archanges datant de 1800, classée monument historique[11].
- Hotoan, église réformée datant du XIXe siècle[12].
- Ghenci, église réformée datant de 1885[12],[15].

## Personnalités

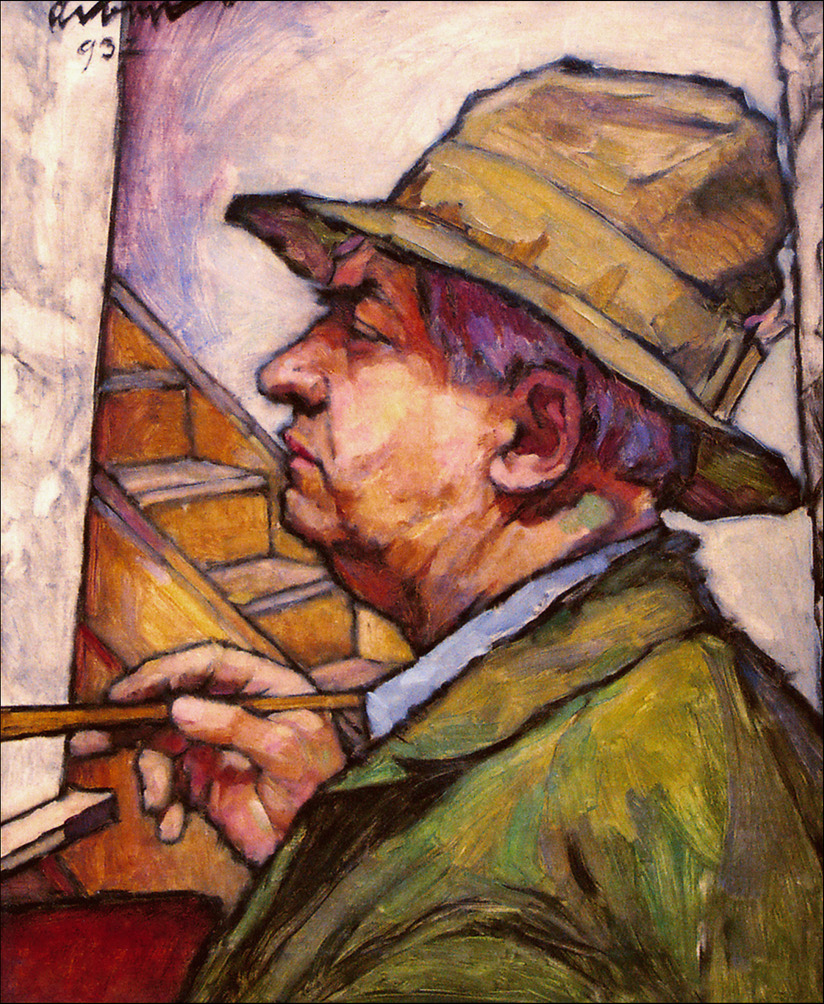
Autoportrait d'Aurel Popp datant de 1937

- Aurel Popp (ro), (1879-1960), peintre, sculpteur et graphiste roumain.
- Endre Ady (1877-1919), journaliste et poète symboliste hongrois, né dans le village d'Érdmindszent, aujourd'hui Ady Endre.